# Tony Cortés
Antonio de Jesús Cortés Espina (La Habana, Cuba, 31 de agosto de 1968) es un actor de teatro, cine y televisión, realizador polémico y conductor de programas televisivos residente en Miami, Florida, Estados Unidos.

## Trayectoria
Tony Cortés nació y creció en el barrio El Vedado de La Habana. Comienza en el medio artístico a la edad de ocho años con la filmación de la película cubana "Los sobrevivientes".

### Palmarés cinematográfico de "Los sobrevivientes"
- Tercer premio (otorgado por el público), Festival de Cine Iberoamericano de Huelva, España.
- Filme Notable del Año, Festival Internacional de Cine de Londres, Inglaterra.
- Tarja de Oro; Premio Gandhi otorgado por el Jurado Internacional CIDALC INT / CAALA, Festival Laceno d’Oro delle Nazioni del Cinema Neorealista, Avellino, Italia, 1981.

A partir de ese momento realiza importantes trabajos en el cine y la televisión. Cursó estudios en el prestigioso Instituto Superior de Arte de La Habana, fundó su propia orquesta musical "BM Expresso" grabando varios Discos compactos y produjo para la compañía disquera Fania Records con Jerry Masucci y para el sello disquero EGREM.
Tony Cortés actuó en novelas, series y aventuras. Estos que siguen, son algunas de sus obras más importantes.

## Cine
| 1978 | Los sobrevivientes                             |
| 1989 | La vida en rosa                                |
| 1991 | La impura, ("L'impure", Coproducción francesa) |
| 2002 | Dos Hermanos, documental                       |

## Teatro
| 1982 | Filomena Marturano, con Rosita Fornés |
| 1983 | Playita caliente, con Nelson Dorr     |
| 1998 | De regreso a casa                     |
| 1999 | Las Brujas de Salem                   |
| 2001 | A las seis a más tardar               |
| 2003 | Extraños en la noche                  |

## Televisión (Actuación)
| 1979      | El Mayor                                                                 |
| 1980      | Amor de estos años                                                       |
| 1981      | Del lado del corazón                                                     |
| 1982      | Hoy es siempre todavía                                                   |
| 1983      | Por amor                                                                 |
| 1985      | Café Havana                                                              |
| 1994      | El año que viene                                                         |
| 1995      | Rosas a crédito                                                          |
| 1996-1999 | Día y Noche                                                              |
| 2004      | Pablo y Andrea (Novela por Televisa)                                     |
| 2005      | Casos de la vida real (por Televisa)                                     |
| 2005      | Incógnito (por Televisa)                                                 |
| 2006      | MasterCard (Imagen de MasterCard para la Copa Mundial de Fútbol de 2006) |

## Televisión (Presentador/TV Host)
| 2006-2007 | Casados y algo más, (América TeVe Canal 41 Miami) |
| 2007-2008 | Flor de Hialeah, (América TeVe Canal 41 Miami)    |
| 2006-2009 | La Cosa Nostra, (América TeVe Canal 41 Miami)     |
| 2009-2010 | Raíces y Recuerdos, (Mega TV)                     |
| 2010-2011 | Sobre mis pasos, Documental (Mega TV)             |

## Premios Emmy
Tony Cortés acredita dos Premios Emmy en televisión como presentador/host en las categorías "Mejor Programa de Noticias Histórico Cultural" Capítulo "Robaina" y "Mejor Programa de Noticias en Política y Gobierno" Capítulo "Mariel" de la edición 2011 Suncoast Regional Emmy Awards.
Los Premios Emmy son galardones que se entregan anualmente como premio a la excelencia en la industria de la televisión estadounidense. 

### "Sobre mis pasos"
Las nominaciones fueron un premio al documental "Sobre mis Pasos", un serial estilo reality show para el programa "María Elvira Live" -de María Elvira Salazar- emitido en el canal nacional Mega TV y en el que Tony cuenta cómo obtiene finalmente el permiso para entrar a Cuba después de 7 años de ausencia y de no haber podido tan siquiera asistir al funeral de su padre en diciembre del 2009.

### Detención en Cuba de Nila, esposa de Cortés

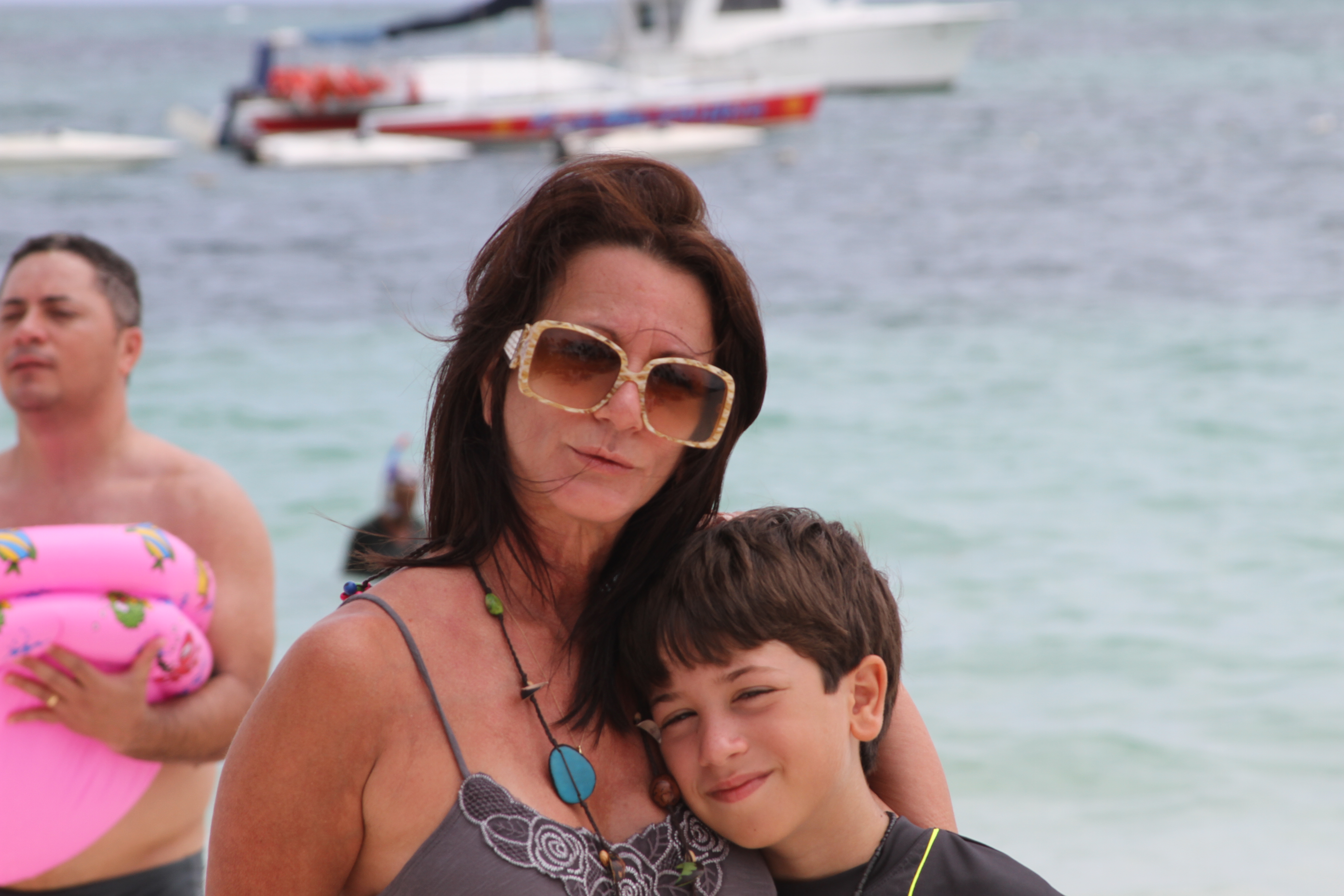
Leonila Hernández Sánchez, esposa de Tony Cortés y madre de Antonio Jr. (en la foto)

En un reciente viaje a Cuba, la licenciada en francés y comunicadora Leonila Hernández Sánchez (Nila), esposa del actor Tony Cortés -también cubana y residente norteamericana en Miami-, ha sido acusada por las autoridades de ese país de “actividad económica ilícita” y “difusión de noticias falsas”, según un reporte del activista Ignacio Cepero.
Cortés denunció el pasado 13 de octubre de 2011 en Martí Noticias la desaparición de su esposa, quien se encontraba de visita en la isla desde el martes de esa semana y cuyo regreso estaba previsto para el siguiente sábado 15 de octubre.
El viernes 14 de octubre la madre de Leonila Hernández Sánchez confirmó a esa misma publicación que su hija estaba detenida en Villa Marista, la misma prisión donde fue detenido el estadounidense Alan Gross.
La madre de Hernández Sánchez comentó que las autoridades cubanas le informaron que su hija “está bajo investigaciones”.
En una nota publicada en la web de la agencia independiente Hablemos Press, Cepero informa que el expediente en el que se instruye a Hernández Sánchez, confinada en Villa Marista desde hace casi dos semanas, es el número 53 del año 2011, según se conoció.
El activista afirma que “los que familiares y amigos” de Nila “no están de acuerdo” con los delitos que se le imputan a la esposa de Cortés “por ser los mismos totalmente falsos”.
“Es de conocer que el gobierno cubano de forma arbitraria mantiene a esta mujer retenida en La Habana, lejos de sus dos hijos y esposo como una forma de menguar el trabajo que viene realizando su cónyuge, Tony Cortés, a favor de la democracia en Cuba”, expresa Cepero en su nota.
Asimismo, añade que la Liga Cubana Contra el SIDA, de la cual Cepero es director ejecutivo, alerta que Nila "solo pretendía visitar a familiares y amigos residentes en Cuba” y no reconoce “ninguno de los delitos por los cuales se le quiere juzgar de forma arbitraria”.
Cepero indica en su reporte que la Liga Cubana Contra el SIDA corroboró vía telefónica con los familiares de Hernández Sánchez que la misma tiene “un buen estado anímico a pesar de las circunstancias” a las que está sometida.

### Liberación
El lunes 21 de noviembre luego de casi dos meses después de haber sido detenida en La Habana por las autoridades cubanas en circunstancias aún no esclarecidas la esposa del actor y presentador Tony Cortés fue excarcelada y deportada a Estados Unidos sin previo aviso. Llegó expulsada de Cuba en horas de la tarde del lunes en un vuelo chárter de American Airlines.
Nueva Etapa
En marzo de 2019, el actor Tony Cortés abre un negocio en una zona de almacenes, tiendas de ventas al por mayor y al detalle en Miami Lakes, que vendía mucho a cubanos que venían de la isla. Crea su propia marca de café: Konga Cafe (el de la coronita)
Read more at: https://www.elnuevoherald.com/noticias/acceso-miami/article226661894.html#storylink=cpy
El 28 de enero del 2021, comienza un gran proyecto unido al empresario cafetero Alain Piedra y al grupo inversionistas P&S Coffee Trading Investment y fundan Cachita Universal Studios (los antiguos estudios de Telemundo) 85,000 pies cuadrados de superficie al borde del Palmetto, para realizar producciones de cine, televisión, audio y podcast. Comienzan a generar empleos y Cortes preside ENTV USA cuando los sorprende la pandemia COVID-19. https://www.elnuevoherald.com/noticias/finanzas/acceso-miami/article237502434.html
Tony Cortes, como Presidente de Cachita Latina Radio nombra a Miguelito González, más conocido como El Flaco de Los Fonomemecos, director de programación de Cachita Latina Radio 154 Sirius XM, una emisora satelital ubicada en Hialeah que llega a más de 30 millones de suscriptores de todo el país bajo el eslogan de Tan latino como tú. https://www.elnuevoherald.com/entretenimiento/article248847409.html#storylink=cpya
Después de trabajar con artistas de primer nivel internacional, se da la tarea de desarrollar nuevos talentos en su faceta como productor de programas le permitió descubrir el entramado de la industria musical de Miami. “Aunque en Miami sobra el talento muchos de ellos se pierden por la falta de recursos y oportunidades. Con nuestra gestión, nos hemos propuesto darles el impulso que necesitan”, aseveró Cortés, que el próximo 1 de octubre inaugurará la emisora satelital Chachita Latina Radio 154 (Sirius XM): https://www.elnuevoherald.com/entretenimiento/article246013770.html#storylink=cpy
Retoma su carrera como productor de cine con la película Millonario Sin Amor, protagonizada por Fabian Rios para Pantaya distribuida por Amazon. La producción corrió por cuenta de David Impelluso, Virginia Romero y el actor Tony Cortés como productor asociado. https://www.elnuevoherald.com/entretenimiento/article256372572.html#storylink=cpy
En febrero de 2021 funda junto a la empresaria Mabel Toledo la compañía ALIN Entertainment para crear contenido cinematográfico y video clips en la Florida produciendo Mirame Asi. Las aventuras de Júpiter, un jovencísimo bartender de Miami “víctima” del asedio de las mujeres mayores que él, centraliza la trama de Mírame así, comedia de enredos. La película dirigida por Héctor “El Oso” Márquez, conocido por sus trabajos Evaluna Decisiones, Cosita linda y El talismán, entre otros títulos para la televisión, partió de un guión de Jorge Luis Sánchez Noya, autor de la popular serie La flor de Hialeah. https://www.elnuevoherald.com/entretenimiento/article259856175.html#storylink=cp.
El 3 de marzo de 2023 se estrena la segunda película producida por ALIN Entertainment, Jazz Vila Projects y One Movie One Film, Farandula, la película.  Dirigida por Jazz Vila y protagonizada por Scarlet Ortiz, Mike Fajardo, Sian Chiong y Alina Robert, bajo la producción ejecutiva de Tony Cortes, Mabel Toledo y Jazz Vila.  Estreno hollywoodiense en La Habana para adaptación de "Farándula" (noticine.com)

## Read more at:https://www.elnuevoherald.com/entretenimiento/article259856175.html#storylink=cpyellacesexternos
- Sitio del documental “Sobre mis pasos” emitida en Mega TV (Estados Unidos).
- Wikimedia Commons alberga una galería multimedia sobre Tony Cortés.